# Видёре

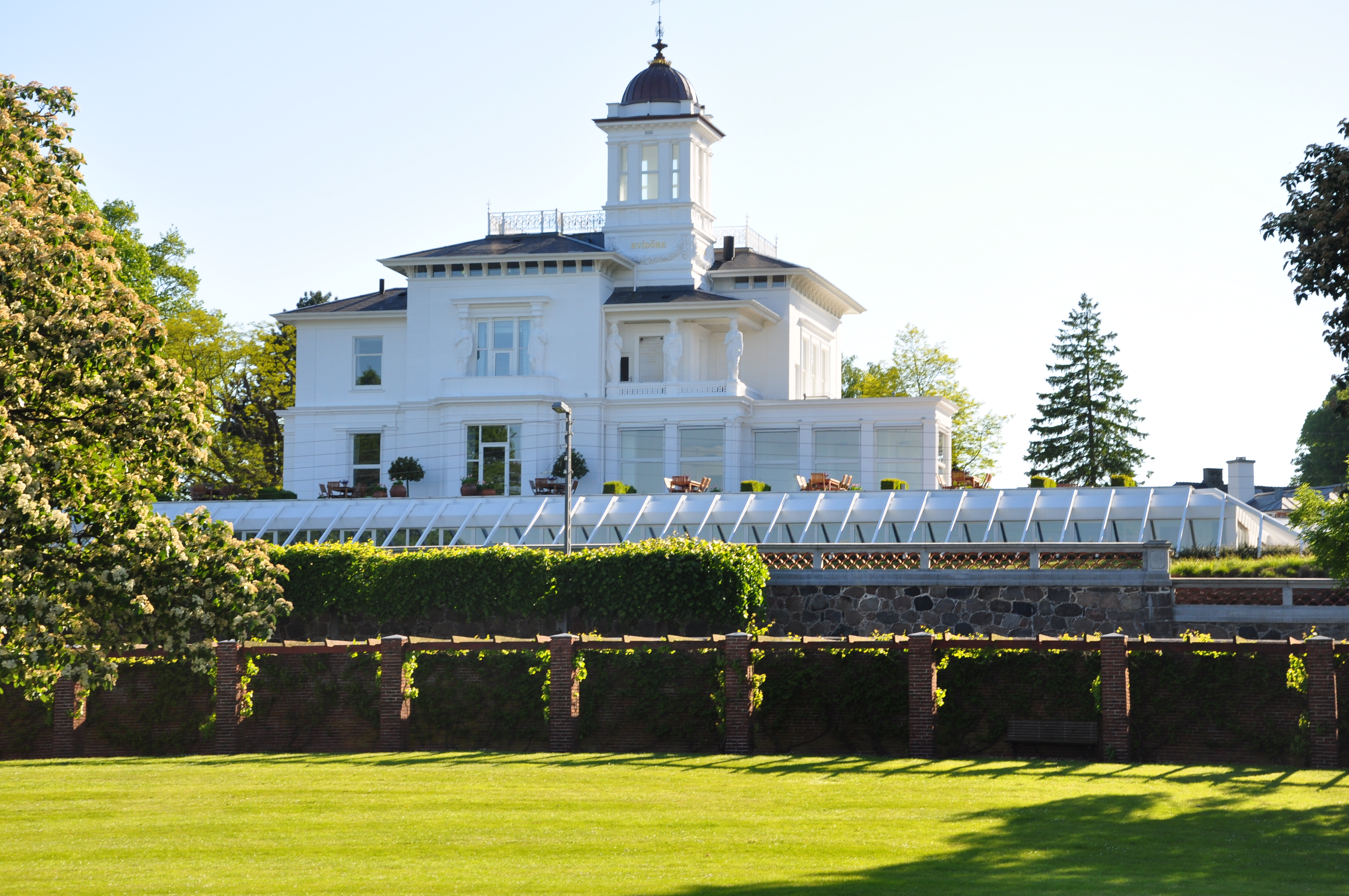
Вилла Видёре. Фотография 2009 года

Видёре (дат. Hvidøre) — бывший усадебный дом, находящийся в Клампенборге к северу от Копенгагена. Более всего известен как датская резиденция английской королевы Александры и её сестры русской императрицы Марии Фёдоровны, где она скончалась в изгнании после Октябрьской революции, в 1928 году. В настоящее время здание используется датской фармацевтической компанией Novo Nordisk для проведения конференций и обучения персонала.

## История
В начале XVI века датский король Иоганн построил на месте Видёре королевскую резиденцию, единственное охраняемое место в северной части Копенгагена. Король Кристиан II передал резиденцию своей фаворитке и её матери, когда женился в 1515 году на австрийской принцессе Изабелле.
В 1871 году Видёре купил датский дипломат Фредерик Брун. Он приказал снести прежние постройки и нанял архитектора Юхана Шрёдера, который спроектировал и построил загородный дом для проживания семьи Брунна в летнее время. С тех пор имя Видёре закрепилось именно за домом, а не за местностью. В 1887 году Брунн скончался, а его вдова владела домом вплоть до 1906 года.

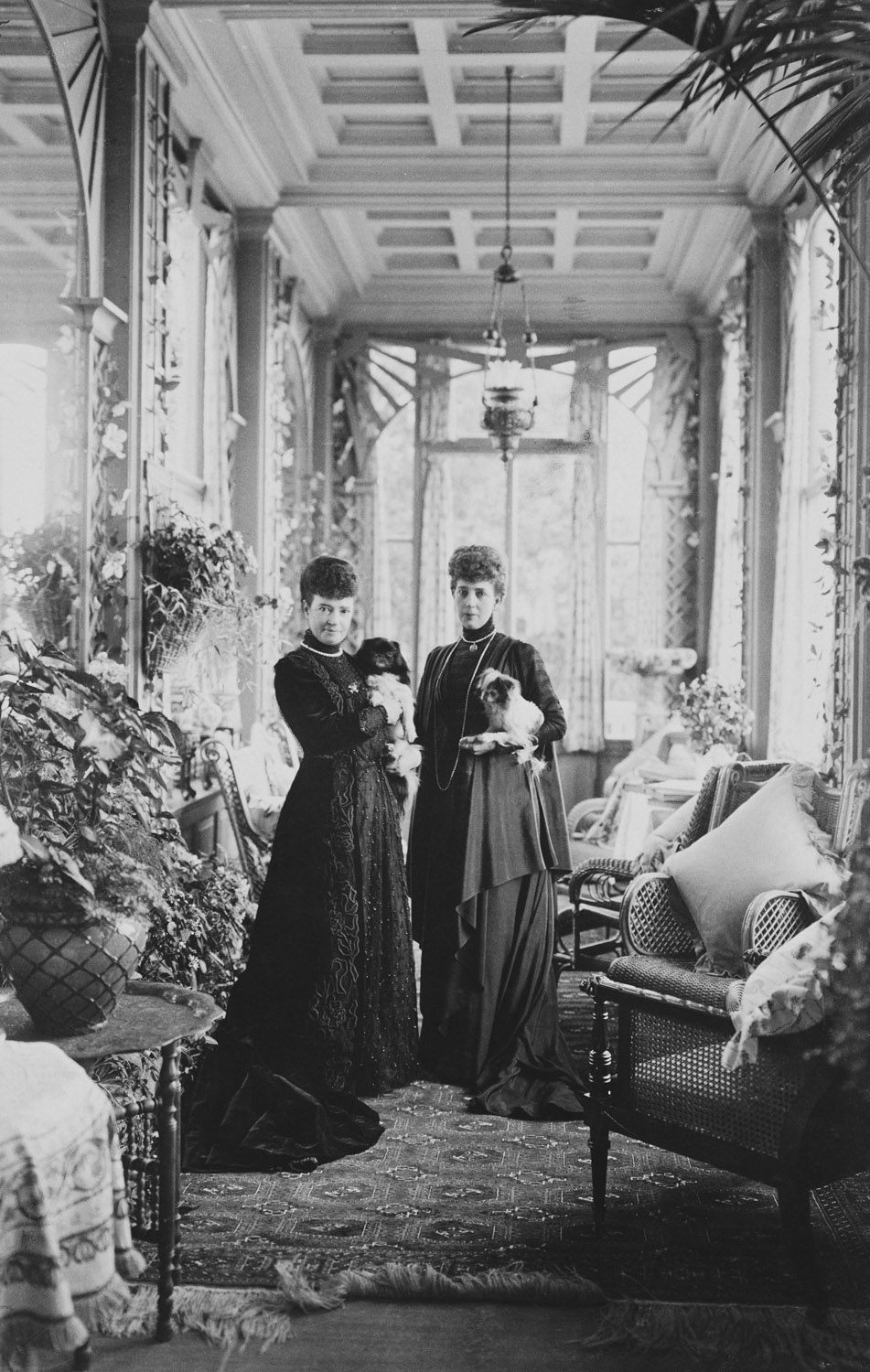
Александра (справа) с сестрой на вилле Видёре, ок. 1911 года

В феврале 1906 года дочери короля Кристиана IX королева Великобритании Александра и вдовствующая императрица Мария Федоровна купили виллу Видёре для проживания в ней в теплое время года, когда они приезжали на свою родину. Сумма покупки составила 280 000 датских крон. Они поручили все тому же архитектору Юхану Шрёдеру модернизировать дом, например, было проведено центральное отопление. Британская компания Waring & Gillow занималась внутренним внутренними работами по обновлению комнат. В последующие годы сёстры останавливались здесь с сентября по ноябрь. Эта традиция прекратилась с началом Первой мировой войны.
После революции в России Мария Фёдоровна смогла уехать в 1919 году из Крыма в Великобританию, а после переехала на виллу, где прожила до конца жизни вместе с дочерью Ольгой и её семьей. В 1925 году умерла королева Александра и в своем завещании она отписала свою часть Видёре сестре. Мария Фёдоровна скончалась на вилле в 1928 году, оставив свой датский дом дочерям, Ксении и Ольге. В 1930 году сёстры продали Видёре.
В 1932 году Муссе Шеель, дочь Фредерика Бруна, вышедшего замуж за графа Ульрика Шееля, приобрела дом своего детства, как говорят, чтобы предотвратить вырубку старого дерева в садах. Она прожила в доме всего два года, прежде чем переехать в особняк по адресу Кристианиагаде, 5, где сейчас находится посольство России в Копенгагене. В 1937 году поместье Видёре было приобретено компанией Novo Nordisk. Торвальд Педерсен, основатель и управляющий директор компании, поручил Арне Якобсену построить ему частный дом неподалеку и рассматривал возможность сноса старого дома, но в итоге Якобсену было предложено переоборудовать его в санаторий для диабетиков, который открылся 28 января 1938 года. Люди с диабетом могли получить лечение и научиться жить со своей болезнью и вести активный образ жизни. Больница вмещала 25 пациентов. Подземная пристройка к зданию, спроектированная архитектурным бюро Dissing + Weitling, была построена в 1978-1980 годах. Видёре продолжал служить больницей для больных диабетом до 1991 года, а в настоящее время является используется для проведения конференций и обучения сотрудников Novo Nordisk.